# Dannefeld
Dannefeld è una frazione (Ortsteil) del comune tedesco di Gardelegen, situato nel circondario di Altmark Salzwedel, nel land della Sassonia-Anhalt.
Fino al 31 dicembre 2010 era un comune autonomo.
Dannefeld si trova nel centro del parco naturale Drömling circa 18 km a ovest di Gardelegen. 
Nel centro abitato si trova la caratteristica chiesa a graticcio risalente al XVIII secolo.